# Chimera (film, 1968)
Pour les articles homonymes, voir Chimera.
Pour plus de détails, voir Fiche technique et Distribution.
Chimera est un film italien réalisé par Ettore Maria Fizzarotti, sorti en 1968.

## Fiche technique
- Titre : Chimera
- Réalisation : Ettore Maria Fizzarotti
- Scénario : Giovanni Grimaldi
- Montage : Daniele Alabiso
- Musique : Gian Franco Reverberi
- Pays d'origine :  Italie
- Genre : film musical
- Date de sortie : 1968

## Distribution
- Gianni Morandi : Gianni Raimondi
- Laura Efrikian : Laura Raimondi
- Nino Taranto : José Da Costa
- Katia Moguy : Maria Da Costa
- Clelia Matania : Lina
- Franco Giacobini : sergent
- Pippo Franco : soldat de Bari
- Lino Toffolo : Sammarco
- Gino Bramieri : Luigi Brambilla
- Roberto Carlos : lui-même
- Ugo Adinolfi : soldat de Naples
- Tino Bianchi : gynécologue
- Enzo Cannavale